# James Pratt e John Smith
James Pratt (1805–1835), também conhecido como John Pratt, e John Smith (1795–1835) foram dois homens de Londres que, em novembro de 1835, se tornaram os dois últimos a serem executado por sodomia na Inglaterra. Pratt e Smith foram presos em agosto daquele ano após supostamente terem sido espionados através de um buraco de fechadura fazendo sexo no quarto alugado de outro homem, William Bonill. Bonill, embora não estivesse presente durante a suposta relação sexual, foi denunciado como cúmplice do crime.

## O caso
James Pratt nasceu em 1805 e trabalhou como palafreneiro. Ele era casado e vivia com sua esposa e filhos em Deptford, Londres.
John Smith nasceu em 1795 e era de Southwark Christchurch. [1] Ele foi descrito em processos judiciais e reportagens de jornais contemporâneos como um trabalhador solteiro, embora outras fontes afirmem que ele era casado e trabalhava como empregado.
William Bonill, um homem de 68 anos, morava em um quarto alugado em uma casa em Southwark, Londres. O proprietário do imóvel afirmou que Bonill recebia visitas frequentes de homens e que geralmente seus visitantes vinham aos pares, com suas suspeitas surgindo na tarde de 29 de agosto de 1835, quando Pratt e Smith foram visitar Bonill.
O proprietário do imóvel subiu para um ponto de observação externo em um prédio próximo, de onde ele podia ver a janela do quarto de Bonill. Após, ele desceu e passou a observar os homens pelo buraco da fechadura da porta. O proprietário e sua esposa afirmaram mais tarde que os dois olharam pelo buraco da fechadura e viram intimidade sexual entre Pratt e Smith, com o  proprietário abrindo a porta para confrontá-los. Bonill estava ausente no momento, mas voltou alguns minutos depois com uma jarra de cerveja. O proprietário foi buscar um policial e os três homens foram presos.

### Julgamento e execução
Pratt, Smith e Bonill foram julgados em 21 de setembro de 1835 no Tribunal Criminal Central, perante o Barão Gurney, um juiz que tinha a reputação de ser independente e agudo, mas também severo. Pratt e Smith foram condenados com base na seção 15 da Lei de Ofensas Contra a Pessoa de 1828, que substituiu o Ato de Sodomia de 1533, e foram condenados à morte. William Bonill foi condenado como cúmplice e sentenciado a 14 anos de transporte penal. Várias testemunhas se apresentaram para testemunhar o bom caráter de James Pratt, mas nenhuma testemunha se apresentou para testemunhar a favor de John Smith. A convicção do suposto crime praticado pelos três homens baseava-se inteiramente no que o proprietário e sua esposa afirmavam ter testemunhado pelo buraco da fechadura, não havendo nenhuma outra evidência contra eles. Comentadores modernos lançaram dúvidas sobre seu depoimento, com base no estreito campo de visão proporcionado por um buraco de fechadura e os atos (alguns anatomicamente impossíveis) que o casal alegou ter testemunhado durante o breve período de tempo que estiveram olhando.
O magistrado Hensleigh Wedgwood, que havia levado os três homens a julgamento, posteriormente escreveu ao Ministro do Interior, Lord John Russell, defendendo a comutação das sentenças de morte, declarando:
| “ | É o único crime em que nenhum indivíduo é ferido e, em conseqüência, exige-se uma despesa muito pequena para cometê-lo de maneira tão privada e para tomar as precauções que tornem impossível a condenação. É também o único crime capital cometido por homens ricos, mas, devido às circunstâncias que mencionei, eles nunca são condenados. | ” |

Embora Wedgwood fosse um indivíduo profundamente religioso, ele contradizia a visão predominante de que o sexo gay era prejudicial. Ele também citou a injustiça de que apenas os homens mais pobres eram punidos. Mesmo se um homem rico fosse preso, ele teria os recursos para pagar a fiança e depois fugir para o exterior. No entanto, apesar desse grau de simpatia, Wedgwood descreveu os homens como "criaturas degradadas" em outra carta.
Em 5 de novembro de 1835, Charles Dickens e o editor de um jornal, John Black, visitaram a prisão de Newgate. Dickens escreveu um relato sobre isso em Sketches de Boz e descreveu ter visto Pratt e Smith enquanto eles estavam detidos lá: [12] [13]
| “ | Os outros dois homens estavam na extremidade superior da sala. Um deles, que era imperfeitamente visto na penumbra, estava de costas para nós e estava curvado sobre o fogo, com o braço direito sobre a lareira e a cabeça afundada nela. O outro estava apoiado no parapeito da janela mais distante. A luz caiu sobre ele e comunicou-se a seu rosto pálido e abatido e cabelo desordenado, uma aparência que, àquela distância, era medonha. Sua bochecha descansou em sua mão; e, com o rosto um pouco levantado e os olhos fixos à sua frente, ele parecia estar inconscientemente concentrado em contar as fendas na parede oposta. | ” |

O carcereiro que escoltava Dickens previu-lhe com segurança que os dois seriam executados e foi provado que estava certo. Dezessete indivíduos foram condenados à morte nas sessões de setembro e outubro do Tribunal Criminal Central por crimes que incluíram furto, roubo e tentativa de homicídio. Em 21 de novembro, todos receberam a remissão de suas sentenças de morte sob a Prerrogativa Real de Misericórdia, com exceção de Pratt e Smith. Houve prisões anteriores de homens condenados à morte por sodomia, como Martin Mellet e James Farthing, que foram condenados em 1828, mas foram levados para a Austrália. Mas isso não foi concedido a Pratt e Smith, apesar de um apelo por misericórdia apresentado pelas esposas dos homens, o qual fora ouvido pelo Conselho Privado.
Pratt e Smith foram enforcados em frente à Prisão de Newgate na manhã de 27 de novembro. A multidão de espectadores foi descrita em uma reportagem de jornal como maior do que o normal; possivelmente porque o enforcamento foi o primeiro ocorrido em Newgate em quase dois anos.
O relatório da execução no Morning Post afirma que, quando os homens foram conduzidos ao cadafalso, a multidão começou a sibilar, e isso continuou até o momento da execução. Possivelmente, isso indicava a discordância da multidão com a execução, ou pode ter indicado desaprovação dos supostos atos dos homens. James Pratt estava supostamente fraco demais para ficar de pé e teve que ser mantido em pé pelos assistentes do carrasco enquanto os preparativos eram feitos para enforcá-lo.
O evento foi suficientemente notável para que um jornal impresso fosse publicado e vendido. Isso descrevia o julgamento dos homens e incluía o suposto texto de uma carta final que se dizia ter sido escrita por John Smith a um amigo.
William Bonill foi um dos 290 prisioneiros transportados para a Austrália no navio Asia, que partiu da Inglaterra em 5 de novembro de 1835 e chegou à Terra de Van Diemen (agora Tasmânia) em 21 de fevereiro de 1836. Bonill morreu no Hospital New Norfolk em 29 de abril de 1841.